# هاري غرير
هاري غرير (بالإنجليزية: Harry Greer)‏ هو سياسي بريطاني (وحمل سابقاً جنسية المملكة المتحدة لبريطانيا العظمى وأيرلندا)، ولد في 18 سبتمبر 1876، وتوفي في 20 مارس 1947. حزبياً، نشط في حزب المحافظين. وقد في الانتخابات الفرعية في مجلس العموم البريطاني ‏، انتخب عضو برلمان المملكة المتحدة الـ30 عن دائرة Clapham (UK Parliament constituency) ‏ (21 يونيو 1918 – 25 نوفمبر 1918) وفي الانتخابات العمومية البريطانية 1918 ‏، انتخب عضو برلمان المملكة المتحدة الـ31 عن دائرة ولز (14 ديسمبر 1918 – 26 أكتوبر 1922).